# State Of Soul
『State Of Soul』（ステイト・オブ・ソウル）は、2017年10月18日に発売された、Skoop On Somebodyの11枚目のオリジナル・アルバム。

## 概要
5年ぶりに発売されたオリジナル・アルバム。タイトルは彼らのファンクラブと同名。
TAKEが「「このアルバムを作るために東京に来たんじゃないか」とさえ思えるんですよ。」と述べる通り、グループのコアであるR&Bを徹底的に追及した作品となっている。
3CD+DVD+豪華ブックレットからなる完全生産限定盤、2CDの初回生産限定盤、CDのみの通常盤で発売された。
「sha la la（New Mix）」は2001年当時のボーカルテイクのまま収録された。

## 収録曲

### CD1
『State Of Soul』
完全生産限定盤、初回生産限定盤、通常盤
作詞・作曲・編曲：S.O.S.（特記以外）
1. The Entrance （Intro）　1:32
2. Elevate You　3:31
3. Killin' Me　3:45
  - 作詞：久保田利伸, S.O.S.　作曲：久保田利伸　編曲：Ryosuke "Dr.R" Sakai, S.O.S.
4. Every Kiss, Every Lies　4:16
  - 作詞：久保田利伸, S.O.S.　作曲：久保田利伸　編曲：Ryosuke "Dr.R" Sakai, S.O.S.
5. Celebration　3:58
  - 編曲：Ryosuke "Dr.R" Sakai, S.O.S.
6. sha la la（New Mix）　5:35
  - 作詞：S.O.S., 小林夏海　作曲・編曲：Face 2 fAKE
7. Immorality　4:37
  - 作詞：S.O.S., 小林夏海　編曲：Ryosuke "Dr.R" Sakai, S.O.S.
8. Nice'n' Deep　4:11
  - 編曲：Ryosuke "Dr.R" Sakai, S.O.S.
9. My Playlist（Interlude）　1:51
  - 編曲：Ryosuke "Dr.R" Sakai, S.O.S.
10. All True Man　3:23
  - 作詞：S.O.S., 小林夏海　編曲：Ryosuke "Dr.R" Sakai, S.O.S.
11. Taste of Honey　4:23
  - 編曲：Ryosuke "Dr.R" Sakai, S.O.S.
12. Time and Tide　4:25
13. Luvtone（Interlude）  2:20
14. Before The Dawn  4:16
  - 作詞：小林夏海　編曲：Ryosuke "Dr.R" Sakai, S.O.S.
15. Wings  5:10

### CD2
『20years Anniversary Best Selection』
完全生産限定盤、初回生産限定盤
1. No Make de On The Bed  3:47
2. バラ色  4:23
3. Nice'n Slow（S.O.S. edition）　5:07
4. Actor　4:56
5. Amanogawa　5:52
6. ama-oto　5:02
7. 線香花火　5:11
8. eternal snow　4:51
9. Still　4:39
10. Key of Love　4:56
11. 潮騒　4:57
12. ぼくが地球を救う〜Sounds Of Spirit〜　4:49
13. ETERNAL LANDSCAPE　5:05
14. 椛 ～momiji～　4:48
15. どんなに離れても　4:14
16. UP　4:04

### CD3
『20years Anniversary c/w Selection』
完全生産限定盤のみ
1. 束縛　5:08
  - 14thシングル「sha la la」収録
2. Soul'n'Roll　5:09
  - 12thシングル「Still」収録
3. if　5:28
  - 9thシングル「ama-oto」収録
4. 白シャツ　4:32
  - 30thシングル「さよならが生まれた場所」収録
5. 時計　5:26
  - 5thシングル「Mood 4 Luv」収録
6. キミノユメヨカナエ　2:01
  - 23rdシングル「街に愛があふれて…」収録
7. My Life ～風に吹かれて　4:48
  - 38thシングル「アキウタ ep.」収録
8. wanna,wanna,wanna　4:48
  - 19thシングル「Sing a Song」収録
9. This New Morning　5:23
  - 18thシングル「抱きしめて/My Gift to You」収録
10. STAND!　4:45
  - 10thシングル「線香花火」収録
11. CRAZY LOVE　5:31
  - 20thシングル「琥珀の月」収録
12. 真昼の月　5:11
  - 40thシングル「ANOTHER LIFE feat. KUREI (from キマグレン)」収録
13. 永遠の星空　6:26
  - 26thシングル「happypeople」収録
14. 人魚の恋　3:55
  - 33rdシングル「Shining Days」収録
15. I Don't Wanna Let U Go　5:09
  - 2ndシングル「バラ色」収録
16. 祈り　5:01
  - 7thシングル「Over & Over」収録

### DVD
『Skoop On Somebody 20th anniversary LIVE Vol.3「Every Kiss, Every Lies」2017.6.18@豊洲PIT』
完全生産限定盤のみ
1. Tonight's the night
2. get away
3. 線香花火
4. 白シャツ
5. Perfume Love
6. Soul'n'Roll
7. Still
8. 束縛
9. 潮騒
10. Stay in love
11. Nice'n Slow
12. Eternal Sunshine
13. sha la la
14. CRY ON YOUR SMILE
15. Every Kiss, Every Lies
16. メドレー：Q〜ETERNAL LANDSCAPE
17. UP
18. ぼくが地球を救う〜Sounds Of Spirit〜
19. バラ色
20. soul river
21. Key of Love
22. メンバーによる振り返りトーク ＜副音声＞